# Jean Renaud (político)
Jean Renaud (1880–1952) fue un político y periodista francés, líder de la liga de extrema derecha Solidaridad Francesa.

## Biografía
Nació en 1880 en Toulouse. Renaud, «poderoso orador» y que vinculaba a los judíos con el comunismo y la masonería, fundó junto a François Coty la liga de extrema derecha Solidaridad Francesa y se convirtió tras el fallecimiento de este último en 1934 en el único líder de la organización.
Disensiones internas entre Renaud y otros miembros de Solidaridad Francesa condujeron al ocaso del otrora —antes de los disturbios del 6 de febrero— más importante grupo fascista de Francia. Con la llegada de la Segunda Guerra Mundial apoyó a Pétain y adoptó un rol de colaboracionista. Falleció en 1952.